# Demsterwold

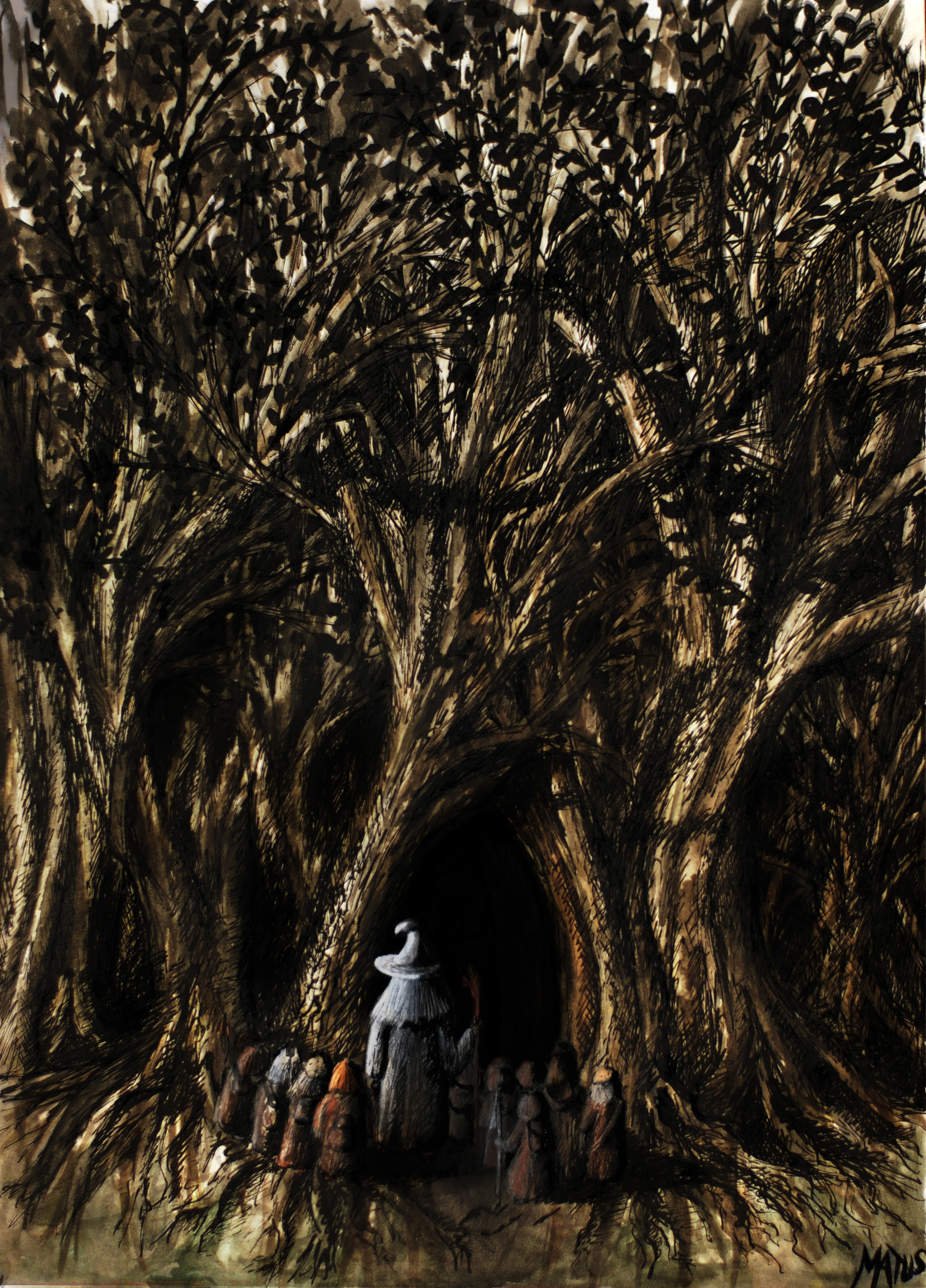
Bilbo en de dwergen betreden het Demsterwold

Het Demsterwold (Engels: Mirkwood) is een groot woud in J.R.R. Tolkiens fictieve wereld Midden-aarde.

## Era's van de Sterren / Eerste Era
Een deel van de Teleri, Boselfen bleef er tijdens hun reis naar het westen achter. Het bos stond toen nog bekend als het Grote Groenewoud (Eryn Galen).

## Tweede Era
In de Tweede Era werd een koninkrijk van de Sindar (grijze elfen) en Boselfen in het zuiden van het woud gevestigd door Oropher, vader van Thranduil, met de Amon Lanc als hoofdstad. De Boselfen trokken later naar het noorden van het woud om zich aan de invloed van Sauron te onttrekken.

## Derde Era
Rond het jaar 1050 van de Derde Era vestigde Sauron zich op de Amon Lanc, daarna beter bekend als Dol Guldur. De Grote Spinnen vestigden zich hiermee ook in het midden en zuiden van het woud. In het noorden van het woud lag de bergrug Emyn Duir wat donkere bergen betekent. Meestal werd echter gewoon de naam Bergen van het Demsterwold gebruikt.
In de Derde Era woonden ook Bosmensen in en rondom het Demsterwold.
In De Hobbit wordt beschreven hoe Bilbo Balings samen met de dertien Dwergen in het Demsterwold de weg kwijtraakt en gevangen wordt genomen door de Elfenkoning Thranduil. Dankzij de Ene Ring gedragen door Bilbo, die hem onzichtbaar maakt, weten ze te ontsnappen en hun avontuur voort te zetten.
Na de Oorlog om de Ring werden de overgebleven kwade troepen uit het Demsterwold verdreven en wordt het Demsterwold omgedoopt tot Bos der Groene Bladeren (Eryn Lasgalen).